# Virtuozii Banatului
Virtuozii Banatului este o formație instrumental-vocală din Banat, România. 

## Istoric
Istoria formației instrumental vocale Virtuozii Banatului începe la mijlocul anilor 1990. În 1995 frații Vâncu, Ilie și Radu, au pus bazele grupului care rezistă și astăzi în aceeași formulă.
Toți membri formației se cunosc din perioada în care au fost colegi la ansamblul Banatul. Prin 1995 au format acest grup pentru a acompania nume grele din muzica populară și lăutărească (Maria Tănase, Benone Sinulescu, Daniela Condurache sau Gheorghe Turda), la această dată Petrică Moise încă nu făcea parte din grupul format el fiind cooptat în anul 1998.
Stilul abordat de Virtuozii Banatului este pe aceleași acorduri pe care au și început. Cântă muzică populară, lăutărească, romanțe și chiar cafeconcert.
Membrii formației refuză trei lucruri: să cânte manele, să facă playback, dar mai ales să cânte la instrumente electronice.  Instrumentele toate sunt populare, vioară, contrabas, chitară acustică.
Virtuozii Banatului au ținut mii de spectacole, și în România, dar mai ales peste hotare. Își aduc aminte că în Italia țineau spectacole pe stadioane în fața a peste 5000 de oameni. Cele mai impresionante momente ale formației au fost în Germania și în Austria. În 2000 au reprezentat România la Festivalul de Turism de la Berlin și s-au întors cu marele premiu.

## Componență
- Ionicuț Butan - clarinet
- Remus Vălungan - chitară acustică
- Mircea Ardeleanu - țambal
- Costel Haida - contrabas
- Petrică Moise - voce
- Ilie Vincu - vioară
- Radu Vincu - vioară